# Psoralea arborea
Psoralea arborea - вид бобових родини Fabaceae . Зустрічається в Південній Африці та Есватіні . Чисельність виду зменшується в зв'язку зі поступовою втратою середовищ, придатних для існування виду . 